# 甘青翦股颖
甘青翦股颖（学名：Agrostis hugoniana）或甘青剪股颖，是一种禾本科植物。这种植物分布于中国陕西、甘肃、青海、四川西北部及西藏部分地区。